# حوزه انتخابیه استانی هلیفکس
هَلیفَکس یک حوزه انتخابی در نوا اسکوشیا در کانادا بود که در آن نمایندگان مجلس ایالتی نوا اسکوشیا انتخاب می‌شدند. این حوزه از ۱۸۶۷ تا ۱۹۳۳ فعال بوده است.